# NGC 2578
NGC 2578 é uma galáxia espiral barrada (SB0-a) localizada na direcção da constelação de Puppis. Possui uma declinação de -13° 19' 05" e uma ascensão recta de 8 horas, 21 minutos e 24,2 segundos.
A galáxia NGC 2578 foi descoberta em 8 de Março de 1793 por William Herschel.